# Династія Неру-Ганді

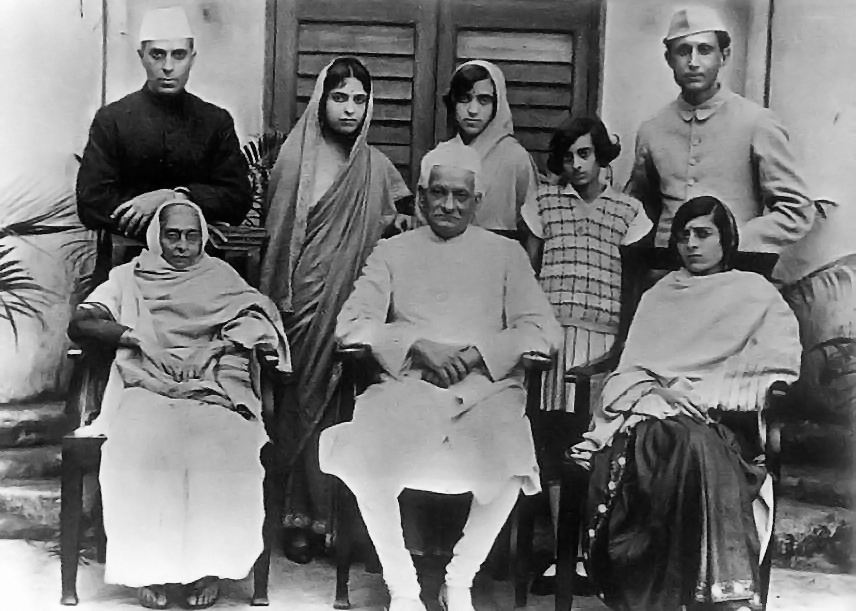
Родина Неру, стоять: Джавахарлал Неру, Віджая Лакшми Пандіт, Кришна Гутхисінг, Індіра Ганді і Ранджит Пандіт; Сидять: Сварупп, Мотілал Неру та Камала Неру (близько 1927 року.)

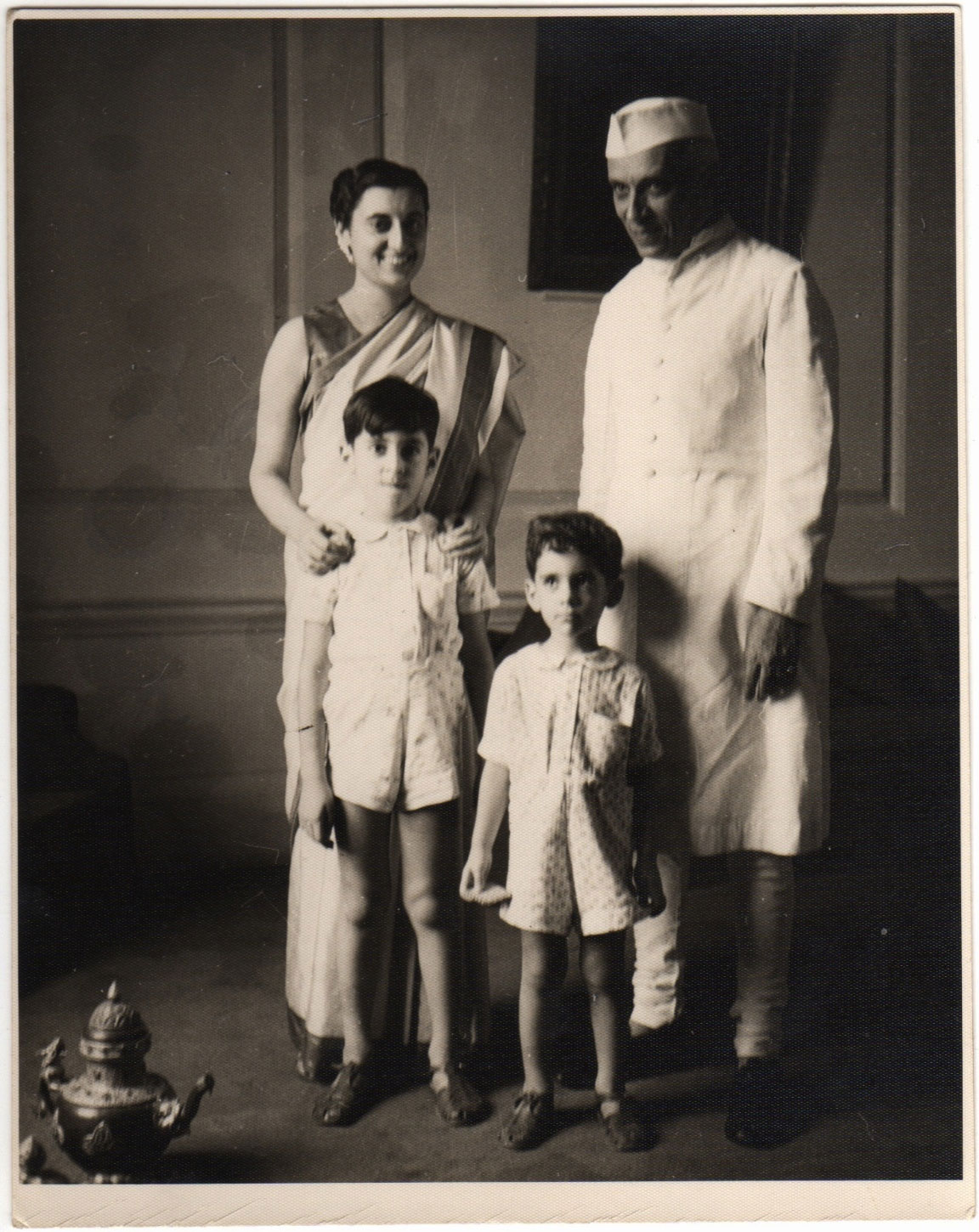
Індіра Ганді, Джавахарлал Неру, Раджив Ганді та Санджай Ганді (близько 1949 року).

Династія Неру-Ганді — це видатна індійська політична династія. Їх політична діяльність традиційно стосувалась Індійського національного конгресу. Члени родини традиційно керували з'їздами правлячої партії та Республіки Індія з моменту здобуття країною незалежності.
The Guardian писав в 2007 році: «Бренд Неру-Ганді не має рівних у світі — члени сім'ї були відповідальним за Індію 40 — 60 років з моменту здобуття незалежності, підвищивши привабливість Індії в світі. Родина поєднує в собі право на владу від Британської монархії до трагічного гламуру американської родини Кеннеді».
Прізвище Ганді дав Фероз Ганді (чоловік Індіри Ганді), який не був пов'язаний з Магатмою Ганді. Індіра Ганді (дочка Джавахарлала Неру) одружилася на Ферозі Ганді в 1942 році і прийняла його прізвище.

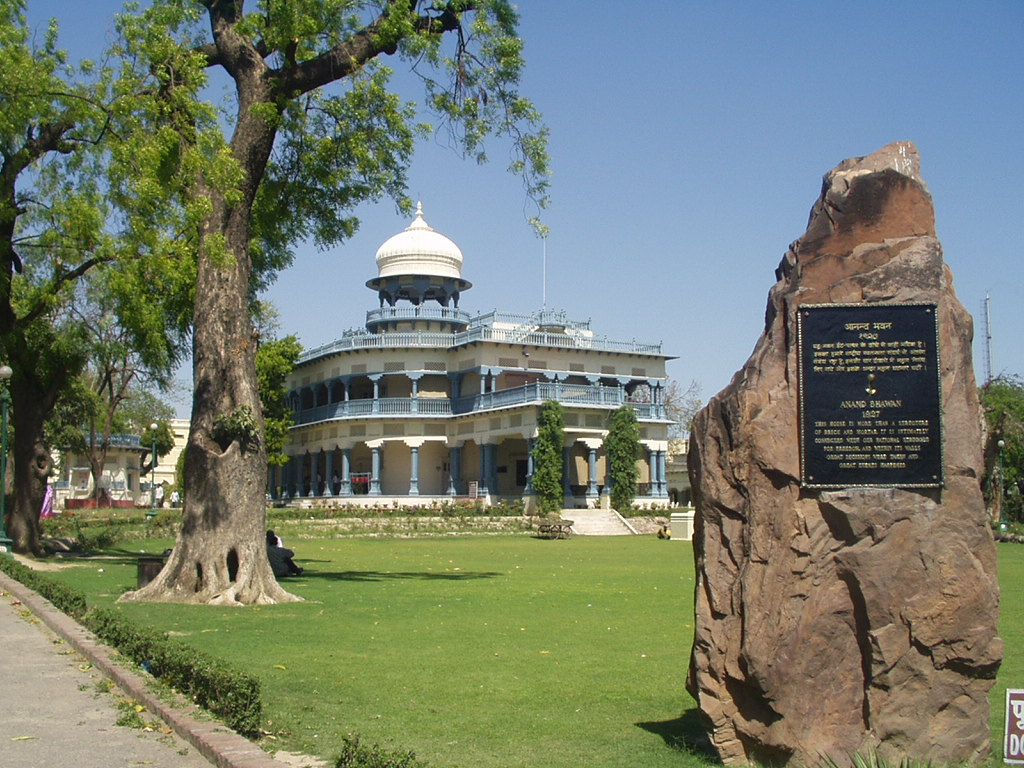
Прабатьківщиною династії Неру-Ганді є Ананд Бхаван в Аллахабаді, нині музей.

## Генеалогія роду

### Походження
- Радж Каул (початок 1700-х рр.) з Кашмір Пандіт є найбільш раннім предком динасітї Неру-Ганді. На думку дослідників, він переїхав з Кашміру в Делі в 1716 р. Він мав джаґір на будинок, що був розташований на березі каналу. Від назви цього місця проживання, Не(г)ру (від Нагар, канал) пішла назва його імені Неру.

Каул стало первинною назвою роду; що потім змінилося на Каул-Неру. А в наступні роки, слово Каул зникло, і прізвище стало тільки Неру.

### Перше покоління
- Ґанґадгар Неру (1827—1861), прямий нащадок Раджа Каула, та останній представник роду, що носив ще прізвище Каул. Він обіймав посаду начальника поліції в Делі до Повстання сипаїв в 1857 р. Він був батьком борця за свободу Мотілала Неру та дідом Джавагарлала Неру, який був першим прем'єр-міністром Індії. Тобто Ґанґадгар Неру, таким чином, став засновником династії Неру-Ганді.

### Друге покоління
- Банші Дгар Неру — старший син Ґанґадгара Неру працював в судовому відділі британського уряду. В зв'язку з постійними призначеннями та переїздами по різних місцях Індії, він частково був відрізаний від решти родини.
- Нанд Лал Неру (1845—1887) — старший брат Мотілала Неру. Він був правителем дивану (прем'єр-міністр) Туземного князівства з Ґетрі Наґар в індійській історичній області Раджпутана.
- Мотілал Неру (1861—1931) — патріарх династії Неру-Ганді. Він був адвокатом і видатним діячем руху за незалежність Індії. Він, двічі, в 1919—1920 рр. та 1928—1929 роках обирався президентом Індійського національного конгресу.
- Сваруп Рані Неру (1868—1938), дружина Мотілала Неру. Вона стала активісткою руху за незалежність Індії, коли її чоловік і син були ув'язнені англійцями.

### Третє покоління
- Джавахарлал Неру (1889—1964) — син Мотілала Неру. Він був першим прем'єр-міністром Індії та одним з чільних лідерів руху за незалежність Індії. Він став наступником свого батька на посту президента Індійського національного конгресу в 1929 році.
- Віджая Лакшмі Пандіт (1900—1990) — старша дочка Мотілала Неру. Вона була індійським дипломатом та політиком. Пізніше (в 1953—1954 роках) вона була Головою Генеральної Асамблеї Організації Об'єднаних Націй.
- Камала Неру (1899—1936) — дружина Джавахарлала Неру. Вона була відомим соціальним реформатором та активним членом Всеіндійського комітету Конгресу.
- Кришна Гутхисінг (1907—1967) — молодша донька Мотілала Неру. Вона стала письменником і біографом.
- Бриджлал Неру (1884—1964) — син Нанд Лал Неру і племінник Мотілала Неру. Він був міністром тубільного князівства Джамму та Кашмір під час правління магараджі Гарі Сінгха.
- Рамесфарі Неру (1886—1966) — дружина Бриджлала Неру. Вона була журналістом і соціальним працівником, одним із засновників Всеіндійської конференції жінок
- Ратан Кумар Неру (1902—1981) — державний службовець і дипломат

### Четверте покоління
- Індіра Ганді Неру (пізніше Індіра Ганді) (1917—1984) — єдина донька Джавахарлала Неру. Вона стала першою жінкою прем'єр-міністром Індії.
- Фероз Ганді (1912—1960) — чоловік Індіри і тезка династії. Він був політиком і журналістом. На відміну від загальних уявлень Фероз Ганді був членом зороастрійської громади парси, і не пов'язаний з Махатмою Ганді.
- Брадж Кумар Неру (1909—2001) — син Бриджлал Неру. Він служив як індійський дипломат і посол у Сполучених Штатах Америки та в ролі Верховного комісара в Сполученому Королівстві. Пізніше він служив як губернатора кількох індійських штатів і був радником своєї двоюрідної сестри Індіри Ганді.
- Магдолна Неру (1908) — дружина Брадж Кумара Неру.

### П'яте покоління
- Арун Неру, (1944—2013) — старший син Надхлала Неру. Він був політиком та міністром у 1980-х роках.
- Раджив Ганді (1944—1991) — старший син Індіри і Фероз Ганді. Він став 7-й прем'єр-міністром Індії після смерті матері в 1984 році.
- Санджай Ганді (1946—1980) — другий син Індіри і Фероз Ганді. Він був одним з найнадійніших помічників своєї матері протягом 1970-х років, і багато хто очікував, щоб завідяки успіху своєї матері стане прем'єр-міністром Індії. Але такі блискучі плани перервала передчасна смерть в авіакатастрофі.
- Соня Ганді (народилась в Італії в 1946 р. в родині Майно) — вдова Раджива Ганді. Вона прийняла індійське громадянство через 11 років після к одруженняз Радживом Ганді. Нині вона обіймає (з 2004 року) посаду президента Індійського національного конгресу та служить як голова правлячої партії Об'єднаний прогресивний альянс з 2010 року.
- Манека Ганді (народилась в родині Ананд в 1956 році) — вдова Санджая Ганді. Вона відома як активний борець за права тварин. Також вона входить до керівництва Бхаратія джаната парті. Вона також працювала міністром в чотирьох індійських урядах. В даний час обіймає посаду міністра у справах жінок і розвитку дітей в уряді Нарендра Моді (з 2014 року).

### Шосте покоління
- Рагул Ганді (1970 року народження) — син Раджива та Соні Ганді. З січня 2013 року і донині він обіймає посаду віце-президента Індійського національного конгресу[4]. До 2014 року він також був головою координаційної групи Конгресу з виборів Лок Сабха.
- Приянка Вадра (1972 року народження) — дочка Раджива та Соні Ганді.
- Роберт Вадра — індійський бізнесмен та чоловік Приянки Вадра.
- Варун Ганді (1980 року народження) — син Санджая та Манеки Ганді. Він є членом правлячої Бгаратія Джаната Парті. З червня 2013 року обіймає посаду генерального секретаря партії. Він — наймолодший керівник в історії партії. Також є членом Лок Сабха, обраний депутатом нижньої палати парламенту Індії, що представляє виборчий округ Султанпур[5].
- Яміні Ганді — дружина Варун Ганді.

### Сьоме покоління
- Анасуйя Ганді (2014 року народження) — донька Варун Ганді та Яміні Ганді.
- Райхан Вадра (2000 року народження) і Мірайя Вадра (2002 року народження) — син та донька Приянки Ганді і Роберта Вадра.

## Фотогалерея

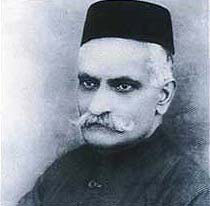
Мотілал Неру
Джавахарлал Неру
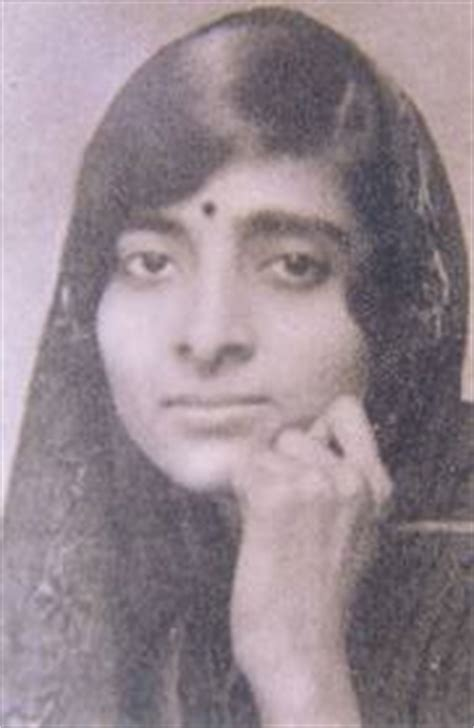
Камала Неру
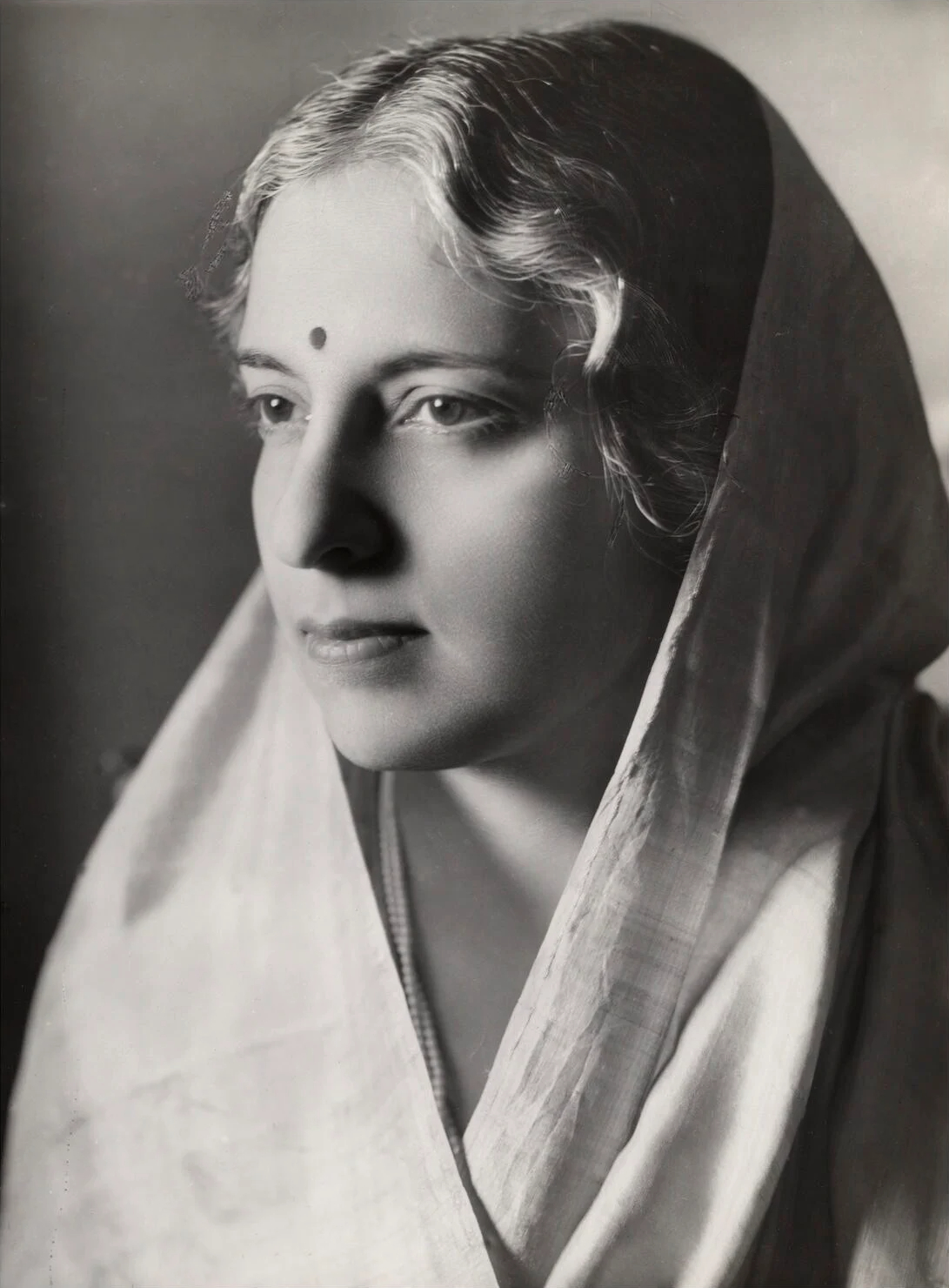
Віджая Лакшми Пандіт
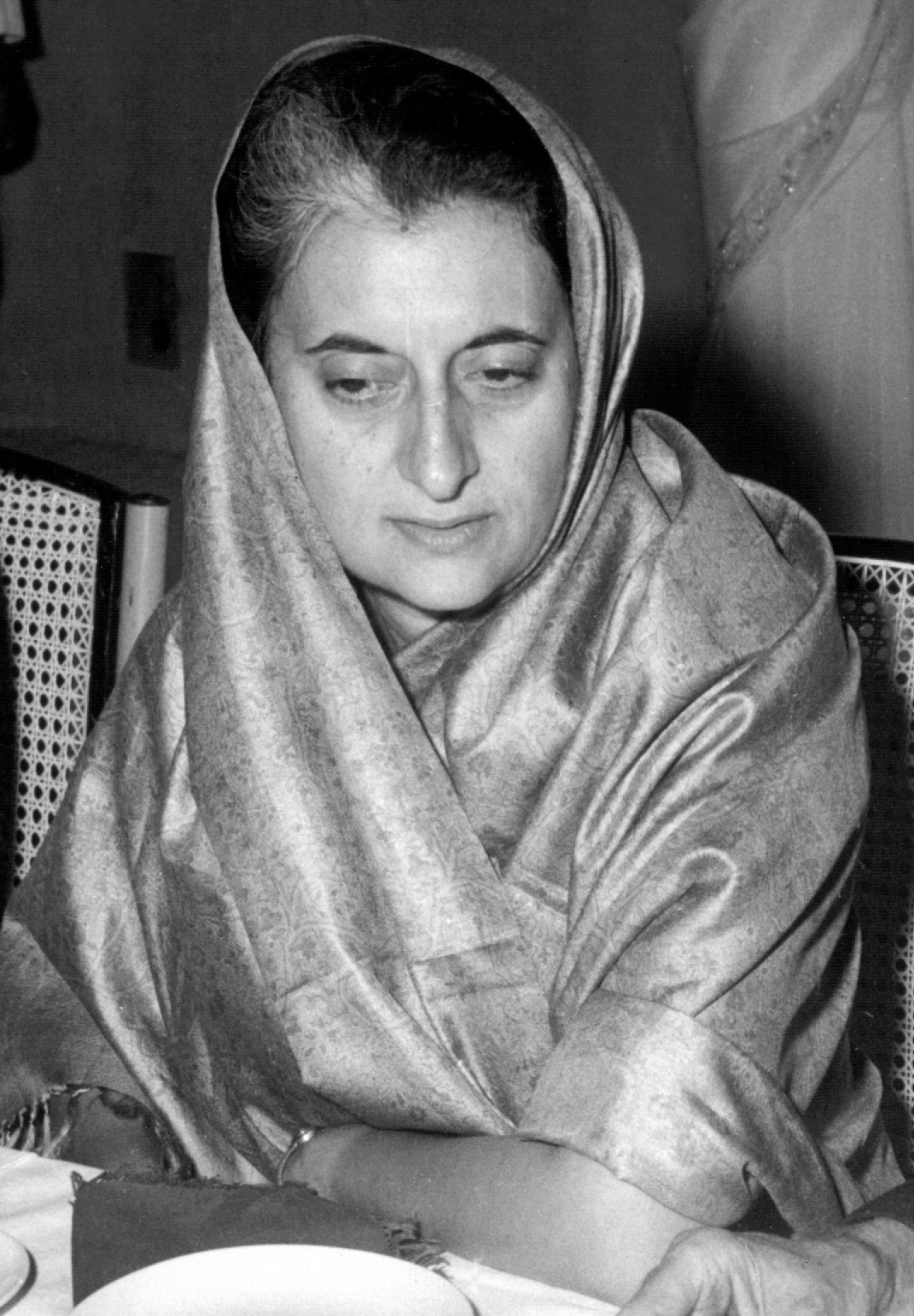
Індіра Ганді
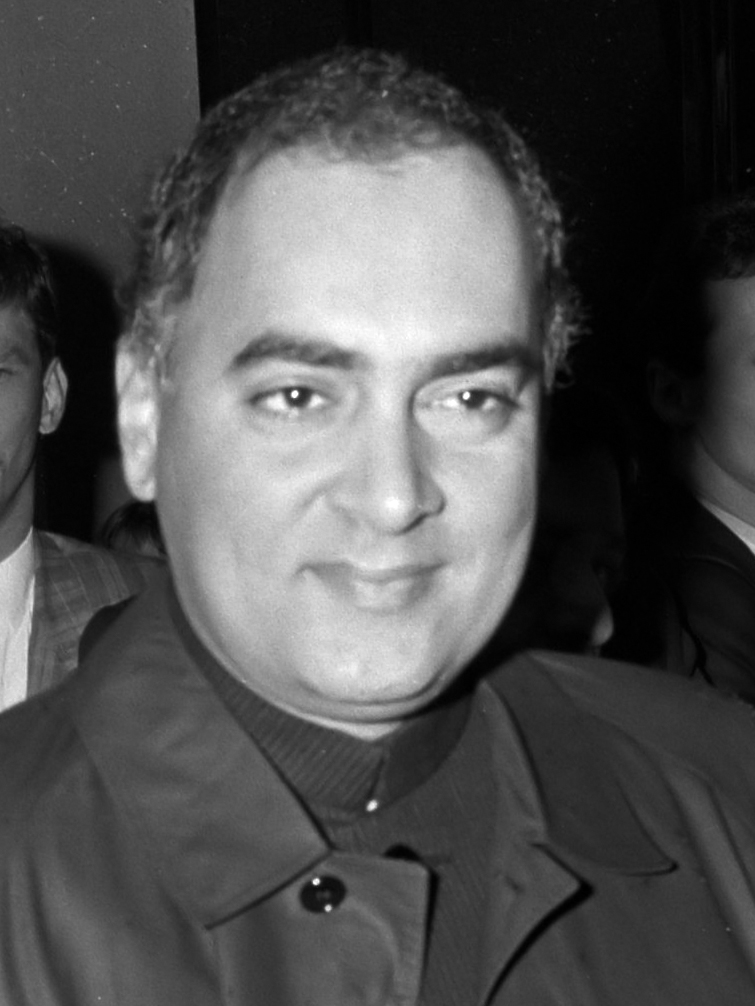
Раджив Ганді
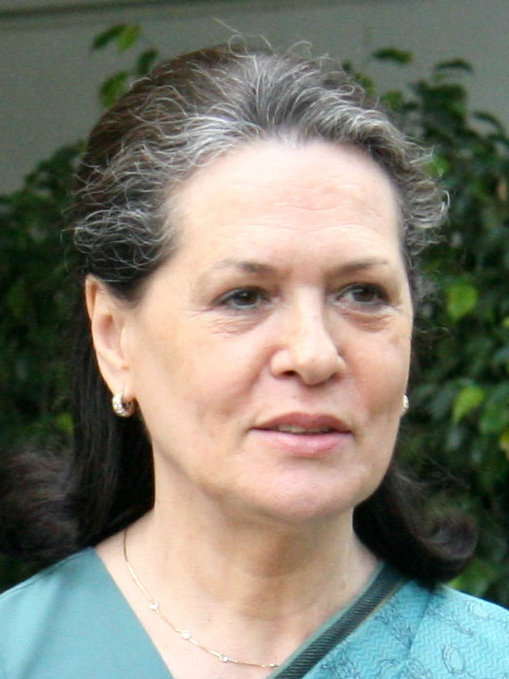
Соня Ганді
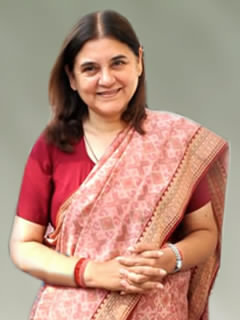
Манека Ганді